# Giaura idioptila
Giaura idioptila är en fjärilsart som beskrevs av Fletcher 1963. Giaura idioptila ingår i släktet Giaura och familjen trågspinnare. Inga underarter finns listade i Catalogue of Life.